# القائم (الشاهل)

تعديل مصدري - تعديل

القارح هي إحدى قرى عزلة الامرور بمديرية الشاهل التابعة لمحافظة حجة، بلغ تعداد سكانها 372 نسمة حسب تعداد اليمن لعام 2004.